# Cora Ferro Calabrese
Cora Ferro Calabrese (8 de noviembre de 1931 - 16 de enero de 2004) fue una académica y teóloga argentina que residió en Costa Rica desde 1966. Fue fundadora del Instituto de Estudios de la Mujer de la Universidad Nacional de Costa Rica en 1990 y más tarde de la maestría en Estudios de la Mujer.

## Trayectoria
Nació en Argentina el 8 de noviembre de 1931. Hija de Isidro Ferro y Victoria Calabrese. Llegó a Costa Rica en 1966 para asumir la dirección del Colegio El Rosario. 
Formada en teología y educación en 1974 inició su trayectoria universitaria en la Escuela Ecuménica de Ciencias de la Religión de la Universidad Nacional de Costa Rica.
Primero promovió la fundación del Instituto de Estudios de la Mujer (IEM) en la UNA y más tarde la maestría en Estudios de la Mujer posicionando como eje de estudio las problemáticas específicas de los derechos de las mujeres: doble jornada, escasa representación de mujeres en la política.
De 1987 a 1990 fue decana de la Facultad de Filosofía y Letras de la UNA impulsando divresos proyectos académicos entre los que se encuentra la creación del Centro Interdisciplinario de Estudios de la Mujer (CIEM) que surgió al amparo de mujeres que desde 1980 venían reflexionando en la Universidad Nacional sobre las desigualdades entre mujeres y hombres.  Más tarde, también promovió la Maestría en Estudios de la Mujer. El CIEM dio paso, en 1991, al Instituto de Estudios de la Mujer de la Universidad Nacional de Costa Rica. Ferro también impulsó  la creación del Programa Centro de Información sobre la Mujer. 
En 1990 junto a un grupo de mujeres universitarias, creó y fue la primera directora del Instituto de Estudios de la Mujer de la Universidad Nacional de Costa Rica, una Unidad Académica pionera en estudios de la mujer, estudios de género y feminismo,
Impulsó la Casa de la Mujer y el Centro de información y documentación especializado en temáticas de la mujer y de género. 
También, se unió al grupo cristiano “Éxodo” relacionado con los nuevos planteamientos del Concilio Ecuménico Vaticano II. 
Formó parte de la primera Comisión de Resolución de Denuncias sobre hostigamiento sexual en la Universidad Nacional.
Falleció el 16 de enero del año 2004.

## Pensamiento
Ferro cuestiona el sistema que cosifica a la mujer considerándola "un elemento decorativo" y el "segundo sexo" además de la "reina del hogar" objetivo de la publicidad y propaganda señalándola como potencial consumidora de todos los productos del mercado. Cuestiona los medios de comunicación pero también la influencia de las iglesias cristianas. "En nuestra sociedad la influencia de las iglesias cristianas es fuerte, especialmente para la mujer. Los mensajes religiosos afianzan para ella principios de dependencia, sumisión y responsabilidad ético-moral. Por eso se la valoriza en todos aquellos estados y roles que la colocan como un ser subordinado a la autoridad de Dios representada por varones (padre, esposo, hijos varones) o por instituciones regidas por varones o que responden a las necesidades del rol a ellos encomendado."

## Publicaciones
- Los estudios de la mujer en el contexto del rediseño de la oferta académica (1989) Praxis: revista del Departamento de Filosofía,  1409-309X, Nº. 37-38, 1989 (Ejemplar dedicado a: Praxis 37-38), págs. 157-164[3]
- Los primeros pasos en la teoría sexogénero
- Mujeres en la colonia. Entre la ley y la vida (1994) Cora Ferro Calabrese y Ana María Quirós Rojas. Revista de ciencias sociales,  0482-5276, Nº. 65 (SEP), 1994, págs. 17-24[4]
- Mujer, realidad religiosa y comunicación
- Florecerá la esperanza
- En carne propia: reflexiones sobre las mujeres y el ajuste estructural (1996) Cora Ferro Calabrese; Nidia Fonseca Rivera. Ed. CLAI

- Mujer, sexualidad y religión

- Mujeres indígenas hacen teología. Ístmica; No 2 (Año 1995) Universidad Nacional de Costa Rica

## Reconocimientos póstumos
- En 2004 el Consejo Universitario de la UMA le otorgó “in memoriam” la distinción Profesora Emérita.[2]
- En 2021 el auditorio del Campus el Higuerón de la Universidad Nacional de Costa Rica ubicado en San Pablo de Heredia recibió el nombre de "Auditorio Cora Ferro Calabrese".[2]